# Chiesa di San Nicolò (Altopiano della Vigolana)
La chiesa di San Nicolò è la parrocchiale di Centa San Nicolò, frazione di Altopiano della Vigolana in Trentino. La chiesa primitiva venne eretta nel XIV secolo.

## Storia

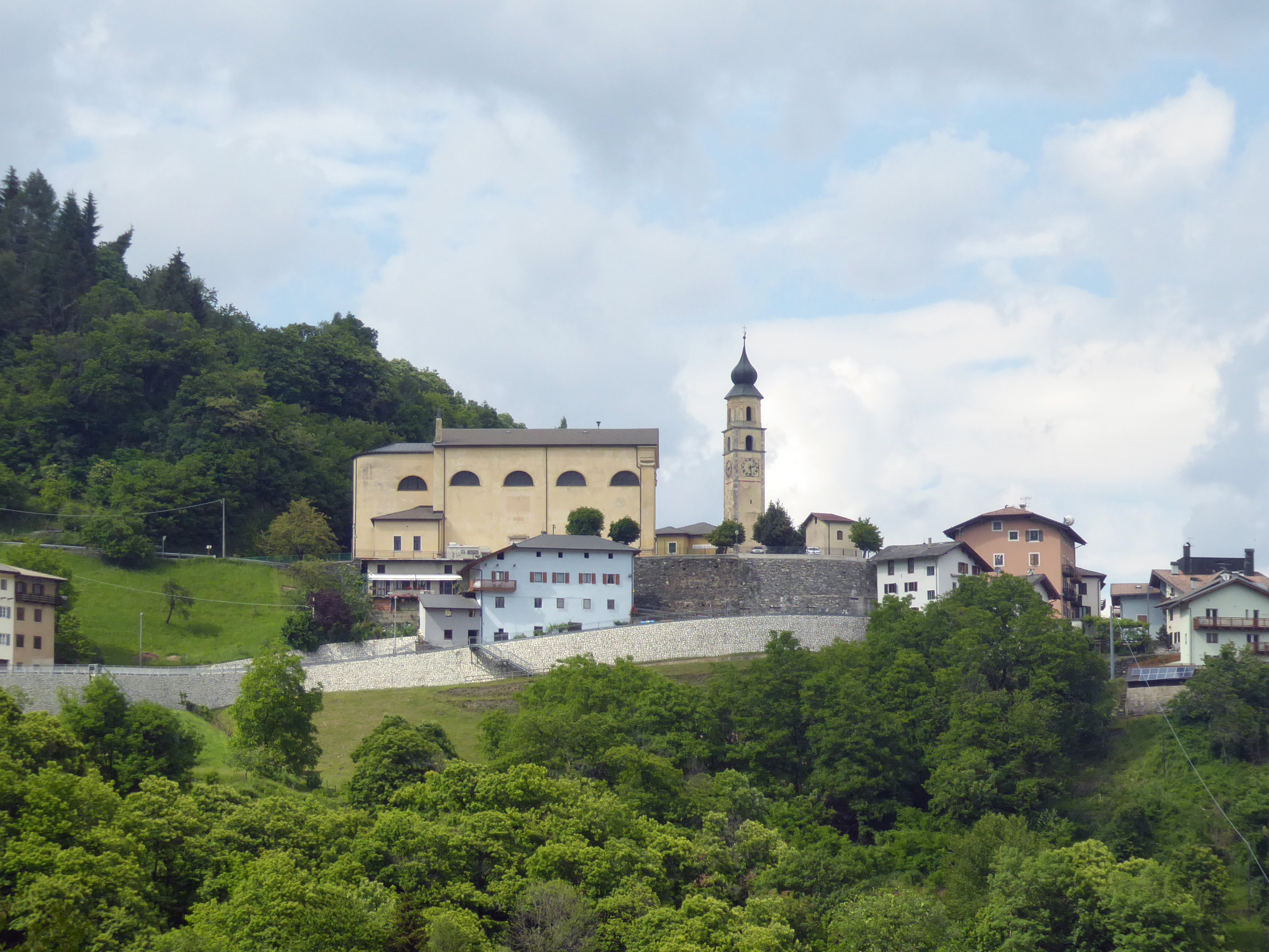
La chiesa e il campanile visti da Maso Doss; la piccola cappellina a destra del campanile è ciò che resta della vecchia chiesa

La prima chiesa a Centa San Nicolò viene citata a partire dal 1390 e venne danneggiata da un fulmine nel 1790. Nel XIX secolo venne ritenuta insufficiente per soddisfare le esigenze dei fedeli e l'edificio originario considerato in condizioni non adatte per un suo recupero. Fu quindi demolita quasi completamente (si salvò solo la parte presbiteriale) per permettere, sullo stesso sito, l'erezione dell'edificio moderno.
I lavori iniziarono nel 1857 e nel 1859 la nuova chiesa di San Nicolò si poté considerare conclusa. Il modello che ispirò la progettazione fu la chiesa del Sacro Cuore di Gesù a Sopramonte di Trento.
Il vescovo di Trento Benedetto Riccabona de Reichenfels celebrò la sua consacrazione solenne nel 1864, e nel 1919 venne elevata a dignità parrocchiale.
Negli anni venti venne dotata di impianto elettrico, fu arricchita di decorazioni nella navata e nella parte presbiteriale e fu oggetto di restauri per riparare la copertura del tetto e risanarne le strutture murarie.
Il camposanto attorno alla chiesa venne tolto nel 1943 e il piazzale circostante divenne quindi tutto accessibile. Negli anni settanta e ottanta fu oggetto di aggiornamenti negli impianti, e venne dotata di un sistema anti-intrusione. Inoltre venne rinnovata la pavimentazione della sala, furono rifatte le intonacature interne, venne rivista la copertura absidale e fu realizzata una protezione contro le infiltrazioni di acqua.